# Désiré-Émile Inghelbrecht
Désiré-Émile Inghelbrecht, född 17 september 1880, död 14 februari 1965, var en fransk tonsättare och dirigent.
Inghelbrecht studerade vid konservatoriet i Paris och mottåg ett påtagligt inflytande av Claude Debussys impressionistiska konst. Han var 1925-26 musikalisk ledare för Opéra-Comique och var från 1929 ledare för operan i Alger. Inghelbrechts produktion omfattar orkester- och kammarverk, sånger samt sceniska aster (bland annat baletten El Greco, uppförd 1920 av Svenska baletten i Paris). Inghelbrecht gästdirigerade i Sverige vid ett flertal tillfällen, bland annat i Göteborgs orkesterförening 1932.